# Ладора (Ајова)
Ладора (енгл. Ladora) град је у америчкој савезној држави Ајова. По попису становништва из 2010. у њему је живело 283 становника.

## Демографија
Према попису становништва из 2010. у граду је живело 283 становника, што је -4 (-1.4%) становника више него 2000. године.
| Група             | 2000.       | 2010.       |
| Белци             | 283 (98,6%) | 271 (95,8%) |
| Афроамериканци    | 0 (0,0%)    | 7 (2,5%)    |
| Азијати           | 0 (0,0%)    | 0 (0,0%)    |
| Хиспаноамериканци | 4 (1,4%)    | 3 (1,1%)    |
| Укупно            | 287         | 283         |